# Борисовичі (Псковський район)
Борисовичі (рос. Борисовичи) — присілок в Псковському районі Псковської області Російської Федерації.
Населення становить 7293 особи. Входить до складу муніципального утворення Завеличенська волость.

## Історія
Від 2015 року входить до складу муніципального утворення Завеличенська волость.

## Населення
| 2001 | 2002 | 2010 | 2014 | 2017  | 2020  | 2021  |
| ---- | ---- | ---- | ---- | ----- | ----- | ----- |
| 108  | ↘98  | ↗103 | ↗459 | ↗1800 | ↗4000 | ↗7293 |